# John Hoge
John Hoge (* 10. September 1760 bei Hogestown, Province of Pennsylvania; † 4. August 1824 im Washington County, Pennsylvania) war ein US-amerikanischer Politiker. In den Jahren 1804 und 1805 vertrat er den Bundesstaat Pennsylvania im US-Repräsentantenhaus.

## Werdegang
John Hoge war der ältere Bruder des Kongressabgeordneten William Hoge (1762–1814). Nach einer guten Schulausbildung diente er während des Unabhängigkeitskrieges als Fähnrich in einem Regiment aus Pennsylvania. Im Jahr 1782 zog er mit seinem Bruder in die Gegend Pennsylvanias, wo später die Stadt Washington entstand. Diese Stadt wurde von den beiden Hoge-Brüdern gegründet. Später schlug er eine politische Laufbahn ein. Im Jahr 1790 nahm er als Delegierter auf einem Verfassungskonvent seines Staates teil; von 1790 bis 1795 gehörte er dem Senat von Pennsylvania an. Er wurde Mitglied der Ende der 1790er Jahre von Thomas Jefferson gegründeten Demokratisch-Republikanischen Partei.
Nach dem Rücktritt seines Bruders als Kongressabgeordneter wurde Hoge bei der fälligen Nachwahl als dessen Nachfolger in das US-Repräsentantenhaus in Washington, D.C. gewählt, wo er am 2. November 1804 sein neues Mandat antrat. Bis zum 3. März 1805 konnte er die laufende Legislaturperiode im Kongress beenden. Über John Hoges Leben nach seinem Ausscheiden aus dem US-Repräsentantenhaus ist nichts überliefert. Er starb am 4. August 1824 auf dem Anwesen Meadow Lands im Washington County.